# M73車載中型機槍
M73和M219都是由美国武器製造商岩島兵工廠為坦克研製、通用电气所生產的車載式單管机枪，它被安裝在M48「巴頓」和M60「巴頓」主戰坦克系列（包括M728戰鬥工程車），以及M551「謝裡登」裝甲偵察／空降突擊車（英語：Airborne Assault Vehicle，簡稱：AR/AAV）以上使用。发射7.62×51毫米北约口徑步枪子彈。

## 設計及研發
設計上主要作為同軸機槍的M73，是由岩島兵工廠開發、通用电气公司生產，以取代在二戰後不久的環境下繼續作為同軸機槍服役的M1919A4E1、M1919A5以及M37車載機槍。
M73 7.62毫米機槍於1959年被正式採用。它是一挺氣冷式，反衝後座式操作機槍，而且還使用子彈的高壓火藥燃氣，以提高後座力。從白朗寧M1919中型機槍衍生而來的M37車載機槍，機匣很大，為了把機匣小型化而研製M73系列。雖然設計上是M1919系列的一個機匣小型化替代型，但兩者的重量是幾乎相同。武器配備一根快速更換槍管，拉機組件拉鏈，並可以從左側或右側供彈（雖然從左側供彈更為常見）。
有人發現試圖將M73這款武器變成一挺有用而靈活的步兵機槍，它配備了瞄準具和手槍握把式扳機，並且命名為M73C 7.62毫米機槍（英語：Machine Gun, 7.62 mm, M73C）。但同樣不受歡迎，因此這款武器只是極少量生產。消息來源聲稱，它發現該機槍在越南有限地使用。
M73經常發生眾多的故障，容易出現卡彈。最終於1970年研製了一種經過改進的M73E1，具有得到簡化的拋殼系統，並且被歸類為M73A1 7.62毫米機槍（英語：Machine Gun, 7.62 mm, M73A1）。在1972年，經當局決定這款武器與其前身是完全不同的，並且被重新命名為M219 7.62毫米機槍（英語：Machine Gun, 7.62 mm, M219）。這些武器最終被M60E2和M240通用機槍所取代，仍在服役而使用M73系列的車輛都改為裝上這些武器。

## 衍生型

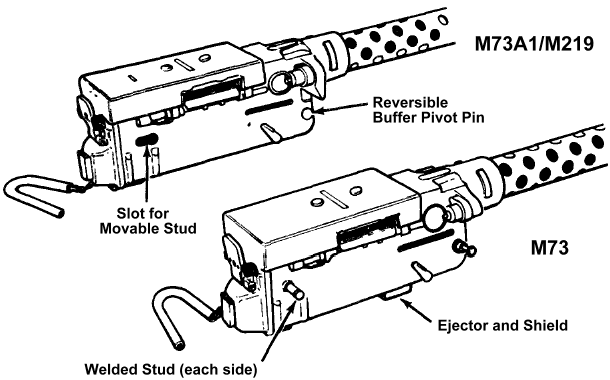
顯示M73和M73A1／M219之間差異的繪圖。

### M73
- 在1959年被採用。

### M73C
- 靈活的步兵衍生型瞄準具和手槍握把。
- 使用了一具特殊的三腳架，XM132。

### M73A1／M219
- 於1970年研發的改進版本，具有簡化的拋殼機構，以試圖減少慢性卡彈。
- 於1972年獲重新命名為M219。

## 使用國
- 埃及
- 伊朗
- 希腊
- 巴基斯坦
- 南越
- 美国
- 葉門

## 資料來源
1. 1 2  Gary W. Cooke. .   [29 May 2013]. （原始内容存档于2012-05-05）.
2. 1 2  Ezell, 1988. p. 418

## 外部連結
- （英文）—Modern Firearms－M73 and M219 tank machine guns （页面存档备份，存于）
- （英文）—M73, M73A1, M219 7.62mm Tank Machine Guns（页面存档备份，存于）
- （英文）—GlobalSecurity.org－M73 7.62mm Machine Gun / M219 7.62mm Machine Gun （页面存档备份，存于）
- （英文）—The Firearm Blog.com—
  - The M73 Tank Gun （页面存档备份，存于）
  - Blog Of The Month: Tank And AFV News （页面存档备份，存于）